# Білоніг гігантський
Білоніг гігантський (Podargus papuensis) — вид дрімлюгоподібних птахів родини білоногових (Podargidae).

## Поширення
Вид поширений в Новій Гвінеї, островах Ару, в Австралії (на півострові Кейп-Йорк). Мешкає у тропічних та субтропічних дощових лісах.

## Опис
Тіло завдовжки 50-60 см, вагою 290—570 г. У нього велика голова та широкий дзьоб, які здаються непропорційними до розмірів тіла. Забарвлення сіро-іржаве, імітує забарвлення кори дерев.

## Спосіб життя
Активний вночі, вдень ховається між гілками дерев. Хижий птах. Полює на комах, дрібних плазунів та ссавців. Сезон розмноження триває з серпня по січень. Примітивне гніздо розміщується у розвилці гілок. У гнізді 1 або 2 яйця. Інкубація триває 25-27 днів. Насиджують обидва батьки.